# 新營太子宮
23°17′42″N 120°16′26″E / 23.295°N 120.27386°E
新營太子宮位在臺灣臺南市新營區太北里，為一間主祀金吒、木吒、哪吒三太子的道教廟宇，也是新營區最大的廟宇，建於清康熙27年（西元1688年）。廟史悠久，臺灣不少廟宇的哪吒太子，為此地分靈而出。每年農曆九月九日重陽節中壇元帥哪吒太子聖誕千秋，各地宮廟返回謁祖朝聖，香客絡繹不絕。尤其舊廟建築物歷具古風，剪粘文藝頗有價值，西元1999年奉原臺南縣政府核定，為縣定古蹟，現為台南市市定古蹟，而農曆九月中壇元帥太子爺聖誕祝壽進香潮除了是台南市定民俗文化活動，亦是全台最盛大的宗教慶典活動之一。
主要例祭日有金吒太子 聖誕千秋日：農曆十一月十日、木吒太子 聖誕千秋日：農曆四月初八日、哪吒太子 聖誕千秋日：農曆九月初九日

## 簡介

### 舊廟的發展

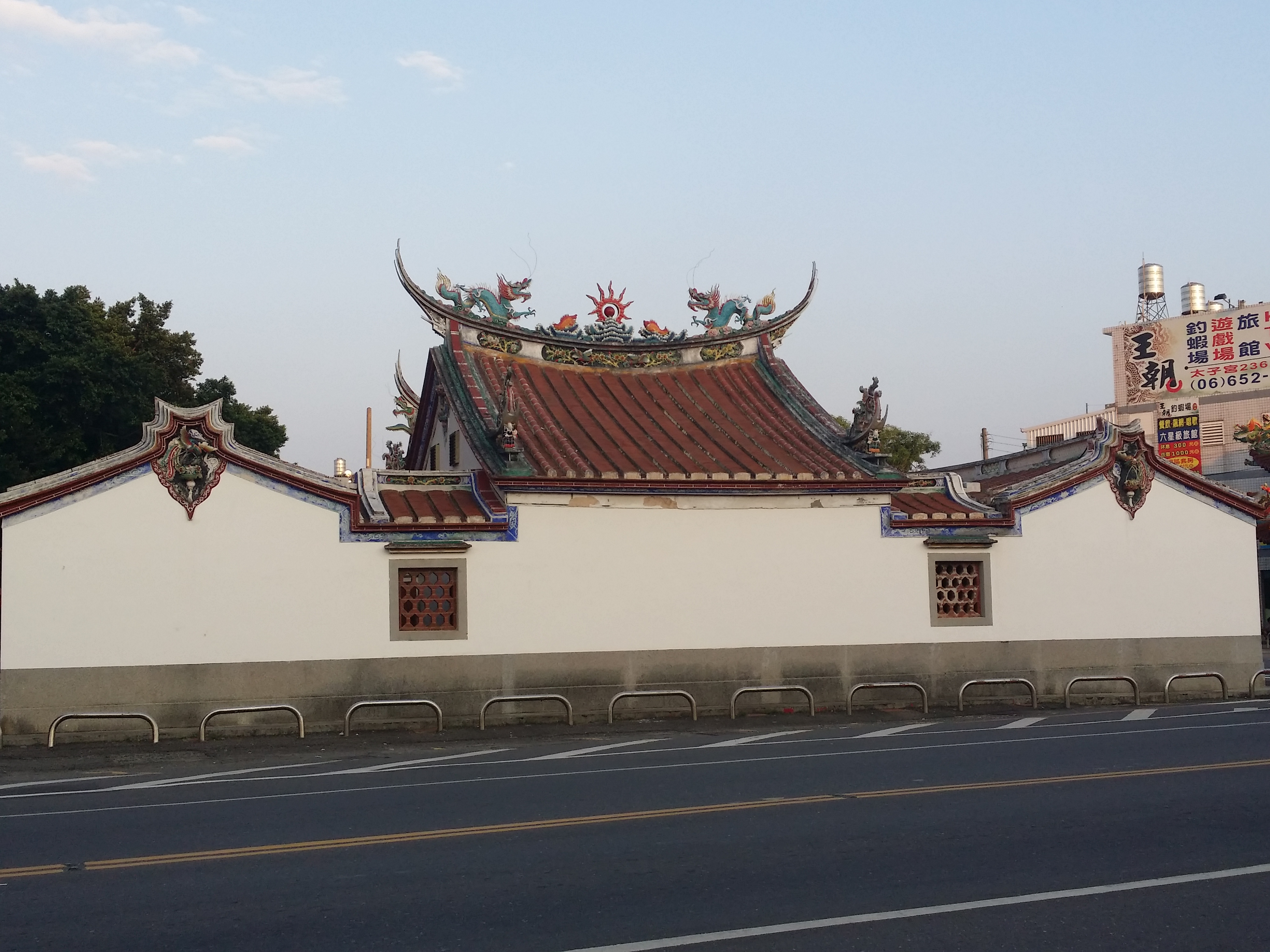
舊廟的背面

清康熙二年（西元1663年）福建省泉州府晉江縣由先民許培元、洪濟舟、何世平、周以德和李中成等五人、恭請哪吒太子神像，明代宣德年間製造的香爐，登舟渡海來臺，在虎尾寮汕尾，進入倒風內海，至一汊港登陸後，整建草寮奉祀。
康熙二十七年（西元1688年）四月先人感念中壇元帥恩澤廣被，乃立意募工、募款，擇南臨鯉魚池建造土廟一座，號稱太子宮，從此遶境四開、奠基開展。
雍正六年（西元1728年）本地檀越集資八百銀元，倡建廟宇。士紳許志遠發心，獻銀貳百元，補成一千元，建成大廟。
光緒九年（西元1883年）四月十八日又由地方耆老許長尖、李朴、洪陳等人重行集資重建，廟座辛向乙兼戊辰、正廳旁附廂房，從此物阜民康，進香者絡繹載道，人文蔚起，五穀豐收，為「太子宮」中興之始。
昭和元年(西元1926年)村民李瑞霖倡議修建並增建拜亭，完工後廟體金碧輝煌、光彩奪目、精巧細緻，至今保留完整。
民國三十八年(西元1949年)，鑑於廟宇彩繪及簷飾等皆已斑駁脫落，於是進行整修。民國五十三年(西元1964年)再次全面整修。
民國八十八年(西元1999年)因九二一地震拜亭建體傾斜，同年評定為「縣定古蹟」，進行緊急搶修支撐處理。民國九十二年(西元2003年)進行古蹟維修，於民國九十三年(西元2004年)竣工，廟貌為之煥然一新。民國一百零五年(西元2016年)，於啟建「丙申年金籙羅天護國九朝慶成謝恩祈安大醮」前完成整修，即今舊廟廟貌。

### 新廟的發展
由於太子宮歷史悠久，全臺各地分享奉祀者眾，每逢農曆九月初九「中壇元帥」聖誕祭典，全臺各地前來進香刈香的香客絡繹不絕，且隨著分香及地域的擴增，原廟宇已無法容納大量的信徒，太子宮管理委員會已有另建新廟的倡議。
民國五十八年某日，太子宮廟內爐無故發爐，經請示聖意，「中壇元帥」降鑾諭示曰：
動開霧裡月光輝，土靜碧雲集善皈；桂殿飄香行大道，月中朗照顯高威。庚金應化福隆昌，申得天命渡大同；酉月丑日會三合，巳時正刻入皇宮。
又云：重整神宮種福田，修成正果子孫賢；廟貌巍巍壯觀日，宇宙清平大同年。
於是決定重建新廟，乃籌組「太子宮重建委員會」，積極進行重建工作事宜。
民國六十年新廟重建正如火如荼的進行時，地方人士對於舊廟是否要保留，曾有一番爭議。據當時第二屆管理委員會主委何火表示，因大多數人認為舊廟有其歷史意義應予保留，最後擲筊請示太子爺神意，太子爺諭示：保留舊廟，另於舊廟後方擇址重建新廟。太子宮舊廟終得以保留下來，並於民國八十八年十月十六日經台南縣政府評定為縣定古蹟。新廟重建委請高雄市謝自南建築師設計廟貌藍圖。重建藍圖分為前後兩殿、兩層，兩廂為香客大樓，並遵從神示，坐向為：坐辰向乙兼酉卯；寬139，.2尺，深118.9尺，高116尺。
民國六十九年九月二十五日歲次庚申年農曆八月十七日巳時正刻，三合會吉日良辰舉行動土典禮；並於民國七十年三月二十四日歲次辛酉年農曆二月十九日卯時開工興建，至民國七十三年底完成一樓內殿硬體建設，而於十二月十六日歲次甲子年農曆閏十月二十四日，進行入火安座儀式，當時參觀人數達數萬餘人，車水馬龍，盛況空前。第三屆管理委員會主委李源智卸任時，期間完成廟體粗胚，龍柱雕刻、一樓地板鋪觀音石、一樓四點金內的神龕及公廁建蓋等工程。第四屆管理委員會主委王献彰接棒後，陸續完成一至五樓地板鋪設、外牆大理石鑲嵌、三樓凌霄寶殿、五樓三清大寶殿與無極大寶殿、哪吒銅像豎立、鐘鼓樓建蓋以及田寮大排加蓋等工程。
新廟工程自民國六十九年動土，至民國八十一年元月整體建設完成，前後歷時十三年。
位於太子宮廟頂太子臺上之太子爺銅像，高31尺、寬11尺、重12頓，以不鏽鋼為骨架，由140多塊青銅鑄造組立而成，太子爺身穿甲冑，右持火尖槍、左握乾坤圈、身披混天綾、腳踏風火輪，矗立廟頂，為全廟精神之所在。
宮內有許多來自普濟殿的文物，如西元1883年普濟殿鏞鏘社贈送的「保佑命之」木匾，現掛於舊廟中門之上，為太子宮最古老的牌匾。兩宮殿之間的交陪在西元1944年因故中斷，直至西元2011年才恢復。
新營太子宮於西元2016年12月16至24日啟建「丙申年金籙羅天護國九朝慶成謝恩祈安大醮」時，普濟殿於6月也致贈一塊全臺第一大匾「保佑命之」掛於太子宮新廟拜庭之上，象徵兩廟之深厚情誼。

## 祀神
舊廟主祀金吒太子、木吒太子及哪吒太子，副祀福德正神、虎爺公。
新廟一樓大殿主祀金吒太子、木吒太子及哪吒太子，副祀福德正神、註生娘娘、虎爺公以及至今三百餘年之太子爺專用之太子神轎，並安有光明燈。
二樓龍邊為太歲殿，主祀斗姥星君、太歲星君，副祀文昌帝君及天官五路武財神，並安有太歲燈、文昌燈、財寶燈以及祈福消災延壽斗燈108盞。
三樓為凌霄寶殿，奉祀玉皇上帝、三官大帝、南斗星君、北斗星君；龍邊為觀音殿奉祀觀音佛祖以及月老殿奉祀月老星君。
五樓前為三清大寶殿，奉祀三清道祖—玉清元始天尊、上清靈寶天尊、太清道德天尊；後為無極大寶殿，奉祀太上無極混元聖祖—元始玄玄上人、東華木公老祖、西華瑤池金母，以及武法律主文衡聖帝、文法律主孚佑聖帝。

## 大事記
西元1663年福建泉州府晉江縣許培元、洪濟舟、何世平、周以德和李中成等五人，攜哪吒太子金尊神像及「太子神轎」渡海來台。
西元1683年太子宮草廟創建。
西元1688年太子宮草廟修建為土石廟宇，顏其額曰「太子宮」，村落因此而得名。
西元1728年許志遠原址擴建太子宮。
西元1883年地方耆老許長尖、李朴、洪陳等人重行集資重建，台南普濟殿鏞鏘社贈「保佑命之」匾以賀。
西元1928年啟建「戊辰科三朝慶成福醮」。
西元1949年整修太子宮，廟貌煥然一新。
西元1980年太子宮新廟動土，隔年動工興建。
西元1992年太子宮新廟整體建設完工，農曆12月啟建「壬申科慶成祈安七朝清醮」。
西元1995年啟建「甲戌科祈安護國七朝圓醮」。
西元1989年第二代「太子神轎」完成。
西元1999年舊廟因921地震受損，同年評定為台南縣定古蹟並進行後續整修。
西元2011年5月參加祀典大天后宮「護國佑民 南都巡禮」，太子爺為「統兵大元帥」；6月恢復與台南普濟殿之交流；10月參加「少年踹輪 保庇護台灣」，首次跨過濁水溪和新港奉天宮開臺媽祖一同進入台北城；11月參加北港朝天宮「北港媽祖下府城 南都巡歷大天后宮會香」，太子爺為「開路先鋒官」。
西元2014年新廟進行屋瓦整修並增建拜庭，於2016年完工為現今新廟廟貌。
西元2016年6月台南普濟殿致贈一塊全臺第一大匾「保佑命之」掛於太子宮新廟拜庭上；6月舉行「丙申科金籙護國九朝祈安羅天大醮祈安巡禮繞境活動」；12月啟建「丙申科金籙護國九朝祈安羅天大醮」，並以16319尊道教神尊，創新全世界最多道教神尊齊聚一堂的金氏世界紀錄。
西元2017年10月應邀參加湄洲媽祖巡安台灣_大甲鎮瀾宮歲次丁酉年媽祖四海平安祈福大會，太子爺為「開路先鋒官」。
西元2017年12月應邀贊境西螺福興宮西螺迎太平-西螺媽祖遶境大會香。
西元2018年1月啟建「丁酉科金籙酬恩週年祈安三朝福醮」。
西元2018年4月再次應邀贊境大甲媽祖2018歲次戊戌年九天八夜進香遶境回鑾大甲鎮瀾宮之「開路先鋒官」。
西元2018年6月應邀贊境全臺祀典大天后宮2018歲次戊戌年府城迎媽祖遶境活動之「先鋒官」。
西元2018年10月再次應邀贊境西螺福興宮西螺太平媽祖文化祭西螺媽祖遶境會香祈福「福興鎮瀾 太平盛會」。
西元2018年10月應邀贊境鹽水護庇宮2018歲次戊戌年南巡三十六庄之「南巡先鋒官」。
西元2018年11月舉行「戊戌科金籙羅天護國九朝謝恩祈安圓醮祈安巡禮繞境活動」；12月啟建「戊戌科金籙羅天護國九朝謝恩祈安圓醮」。
西元2019年4月應邀贊境大甲媽祖2019歲次己亥年九天八夜進香遶境回鑾大甲鎮瀾宮之「先鋒官」。
西元2019年4月應邀贊境鹽水護庇宮2019歲次己亥年北巡四十六庄之「北巡先鋒官」。

## 籤詩
太子宮聖籤採「八卦」排序方式做籤詩順序，一卦一首，計六十四卦，對應64首靈籤籤詩。

## 交通資訊
- 自行開車：
  - 國道1號 新營交流道下→往新營方向下交流道直走復興路（市道172線）→右轉太子路（南72線）→太子宮
  - 國道1號 新營交流道下→往鹽水方向下交流道直走復興路（市道172線）→左轉台19甲線→太子宮

- 停車資訊：設有大型停車場

- 鐵路資訊：
  - 搭乘高鐵至嘉義站，轉搭黃9線公車(新營站-嘉義高鐵站，詳細發車時間請搜尋新營客運時刻表)至新營公車總站再轉搭大台南公車
  - 搭乘台鐵至新營站，至站前新營公車總站轉搭大台南公車

- 大台南公車：新營火車站前新營公車總站搭以下路線公車即可到達，詳細發車時間請搜尋新營客運時刻表
  - 棕3：新營－鹽水－南港里，太子宮站下車，公車時間約30分，平日四班來回，假日三班來回
  - 棕3-1：新營－鐵線里，太宮派出所站下車，公車時間約20分，再步行至太子宮約10分，平日二班來回，假日一班來回

## 其他
- 太子宮也成為當地地名，詳見太子宮 (地名)。

## 相關連結
- 麻豆太子宮
- 新化太子宮

## 外部連結
- 新營太子宮——文化部文化資產局 （页面存档备份，存于）
- 新營太子宮官網

新營太子宮的Instagram帳戶
新營太子宮的Facebook專頁